# Boys Over Flowers (serie de televisión)
Boys Over Flowers (en hangul, 꽃보다 남자; en hanja, 꽃보다 男子; romanización revisada, Kkochboda namja; McCune-Reischauer, Kkotpoda namja), también conocida en Español como Los chicos son mejores que las flores, es una serie de televisión surcoreana transmitida por KBS 2TV desde el 5 de enero hasta el 31 de marzo de 2009. 
Basada en el manga shōjo japonés, Hana Yori Dango (花より男子?) de Yōko Kamio. Boys Over Flowers se centra en un romance que ocurre en una escuela secundaria donde conviven los hijos de las familias con gran poder económico de Corea del Sur, en una historia protagonizada por Koo Hye-sun, Lee Min-ho, Kim Hyun-joong de SS501, Kim Bum, Kim Joon de T-Max y Kim So-eun.

## Resumen
Geum Jan-di es una chica humilde cuya familia es propietaria de una tintorería. Un día, mientras realiza una entrega para un estudiante de la prestigiosa Escuela Superior ShinHwa, se percata que un chico se iba a suicidar desde la azotea por obtener la tarjeta roja de los F4 y justo en el preciso momento en el que salta, ella le salva la vida al detenerlo. Este acto generó gran controversia en la ciudad, por lo cual es becada para asistir a la escuela. Al principio es maltratada y aislada por los demás estudiantes al recibir la tarjeta roja de los F4 (4 flores), que es un grupo de alumnos que gobiernan cruelmente la escuela por su belleza y riqueza. Koo Joon-pyo, líder de los F4 y sucesor del Grupo Shinhwa, empieza a tener sentimientos hacia Geum Jan-di. Yoon Ji-hoo, que tenía sus sentimientos puestos en su amiga de toda la vida, poco a poco también se enamora de Jan-di y se provoca un triangulo amoroso.

## Reparto

### Personajes principales
- Koo Hye-sun como Geum Jan-di:

Es hija mayor de un tintorero. Un día, se convierte en una celebridad al salvar a un chico que intentaba suicidarse en la azotea de la prestigiosa escuela secundaria Shinhwa, y se le ofreció una admisión extraordinaria como estudiante becada. Tiene un carácter fuerte pero dulce a la vez, es noble, trabajadora y amable. Se enamora a primera vista de Ji-hoo pero descubre que su verdadero amor es Joon-pyo.
- Lee Min-ho como Koo Joon-pyo:

Es el líder de los F4 y el heredero de la Corporación Shinhwa, sin embargo él es un chico que al necesitar afecto remplaza esto entregando odio a los demás, cuando conoce a Jan-di la comienza a atormentar, pero después de que ella le muestre repudio a su hostigamiento, él se da cuenta de que no le afecta en nada por lo que termina enamorándose de ella, demostrando su amor de varias formas para ganar el difícil corazón de Jan-di, y ella se termina enamorando de él. 
- Kim Hyun-joong como Yoon Ji-hoo:
  - Nam Da-reum como Ji-hoo de joven.

Es un miembro del F4 y el nieto de un expresidente de Corea, su talento musical llama la atención de Jan-di y hace que comience a sentir algo por él. A través de la historia se enamora de Jan-di por la bondad y amabilidad que tiene al tratar a las personas pero no terminan juntos porque Jan-di se enamora de Koo Joon-pyo también. 
- Kim Bum como So Yi-jung:

Conocido como el Casanova del F4, es un talentoso alfarero y su familia es dueña del museo de arte más grande del país. Al paso del tiempo va dejando sus modales de Casanova cuando se va enamorando de Ga-eul. Después él se va de viaje a Suecia pero antes habla con ella y le dice que cuando vuelva a la primera persona que buscará será a ella ya que se dio cuenta de que era su alma gemela. 
- Kim Joon como Song Woo-bin:

Es el playboy del F4, su familia tiene una compañía constructora y tiene conexiones con la mafia. Es el único capaz de describir y decir a sus amigos la verdad en una sola palabra. Al principio se sentía que sus amigos estaban avergonzados de él, pero Yi-jung le hace caer en cuenta que no es así, y que más que amigos son hermanos. Es un gran y habilidoso peleador.
- Kim So-eun como Choo Ga-eul:

Es la mejor amiga de Jan-di y trabaja con ella en la misma tienda. Paulatinamente se va enamorando de So Yi-jung.

### Personajes secundarios
- Lee Hye-young como Kang Hee-soo.
- Lee Min-jung como Ha Jae-kyung.
- Im Ye-jin como Na Kong-joo.
- Ahn Seok-hwan como Geum Il-bong.
- Kim Ki-bang como Bom Chun-sik.
- Park Ji-bin como Geum Kang-san.
- Kim Hyun-joo como Koo Joon-hee.
- Lee Jung-kil como Yoon Seok-young.
- Jung Ho-bin como Jung Sang-rok.
- Kook Ji-yoon como Choi Jin-hee (Ginger).
- Jang Ja-yeon como Park Sun-ja (Sunny).
- Min Young-won como Lee Mi-sook (Miranda).
- Song Seok-ho como el mayordomo.
- Lee Si-young como Oh Min-ji.
- Han Chae-young como Min Seo-hyun.
- Jung Eui-cheol como Lee Min-ha (Min Jae-ha).
- Park Soo-jin como Cha Eun-jae.
- Im Joo-hwan como So Il-hyun.
- Kim Jong-jin como So Hyun-seop.
- Kim Young-ok como la jefa de las sirvientas.
- Kim Min-ji como Jang Yoo-mi.
- Lee Jung-joon como Kong Soo-pyo.
- Hai Ming como Ming.
- Lee Hae-woo como el hombre que emborracha a Jan-di.
- Lee Seok-goo como el director de la escuela.
- Kim Hyung-joon (Cameo).
- Kim Kyu-jong (Cameo).
- Huh Young-saeng (Cameo).
- Lee Sung-yeol (Cameo).[2]

### Apariciones especiales
- Heo Kyung-hwan - cameo (ep. #10, Temporada 1)

## Banda sonora
| Track listing |                                         |                             |          |  |
| N.º           | Título                                  | Artista                     | Duración |  |
| 1.            | «파라다이스» (Paradise)                 | T-Max                       | 4:23     |  |
| 2.            | «내 머리가 나빠서» (Because I'm Stupid) | SS501                       | 4:20     |  |
| 3.            | «알고있나요» (Do You Know?)             | Someday                     | 4:12     |  |
| 4.            | «Stand By Me»                           | Shinee                      | 4:05     |  |
| 5.            | «Lucky»                                 | Ashily                      | 4:00     |  |
| 6.            | «별빛눈물» (Starlight Tear)             | Kim Yoo Kyung               | 4:04     |  |
| 7.            | «조금은» (Some)                         | Seo Jin Young               | 4:42     |  |
| 8.            | «One More Time»                         | Namu Jejeongeo              | 4:23     |  |
| 9.            | «I Know (Saxophone Instrumental)»       | Lee Jung Shik, Oh Joon Sung | 2:04     |  |
| 10.           | «Dance With Me (Instrumental)»          | Oh Joon Sung                | 1:47     |  |
| 11.           | «Blue Flower (Instrumental)»            | Oh Joon Sung                | 1:46     |  |
| 12.           | «So Sad (Instrumental)»                 | Oh Joon Sung                | 2:05     |  |
| 13.           | «Main Title»                            | T-Max, Oh Joon Sung         | 0:51     |  |

## Recepción

### Audiencia
En azul la audiencia más baja y en rojo la más alta, correspondientes a las empresas medidoras TNms y AGB Nielsen.
| Ep. #    | Fecha de estreno      | Share        | Share        | Share       | Share        |
| Ep. #    | Fecha de estreno      | TNmS Ratings | TNmS Ratings | AGB Nielsen | AGB Nielsen  |
| Ep. #    | Fecha de estreno      | Nacional     | Área de Seúl | Nacional    | Área de Seúl |
| -------- | --------------------- | ------------ | ------------ | ----------- | ------------ |
| 1        | 5 de enero de 2009    | 14.3 %       | 14.4 %       | 13.7 %      | 13.8 %       |
| 2        | 6 de enero de 2009    | 17.6 %       | 17.4 %       | 16.1 %      | 15.9 %       |
| 3        | 12 de enero de 2009   | 20.8 %       | 21.1 %       | 18.2 %      | 17.2 %       |
| 4        | 13 de enero de 2009   | 21.4 %       | 21.6 %       | 17.7 %      | 17.8 %       |
| 5        | 19 de enero de 2009   | 24.8 %       | 24.3 %       | 22.2 %      | 21.4 %       |
| 6        | 20 de enero de 2009   | 24.8 %       | 24.6 %       | 23.2 %      | 23.0 %       |
| 7        | 26 de enero de 2009   | 19.5 %       | 19.1 %       | 18.1 %      | 17.4 %       |
| 8        | 27 de enero de 2009   | 25.9 %       | 25.3 %       | 22.6 %      | 22.1 %       |
| 9        | 2 de febrero de 2009  | 29.7 %       | 29.4 %       | 25.8 %      | 24.9 %       |
| 10       | 3 de febrero de 2009  | 30.5 %       | 30.2 %       | 26.7 %      | 25.6 %       |
| 11       | 9 de febrero de 2009  | 31.5 %       | 31.8 %       | 26.2 %      | 25.6 %       |
| 12       | 10 de febrero de 2009 | 31.4 %       | 31.2 %       | 27.6 %      | 27.0 %       |
| 13       | 16 de febrero de 2009 | 31.5 %       | 31.5 %       | 27.6 %      | 27.7 %       |
| 14       | 17 de febrero de 2009 | 31.9 %       | 32.0 %       | 27.7 %      | 26.8 %       |
| 15       | 23 de febrero de 2009 | 32.4 %       | 32.3 %       | 29.2 %      | 28.5 %       |
| 16       | 24 de febrero de 2009 | 33.2 %       | 32.9 %       | 30.1 %      | 30.0 %       |
| 17       | 3 de marzo de 2009    | 29.9 %       | 30.6 %       | 26.6 %      | 27.3 %       |
| 18       | 9 de marzo de 2009    | 35.5 %       | 35.7 %       | 32.9 %      | 33.3 %       |
| 19       | 10 de marzo de 2009   | 31.2 %       | 31.3 %       | 26.6 %      | 26.3 %       |
| 20       | 16 de marzo de 2009   | 32.6 %       | 31.6 %       | 30.6 %      | 31.2 %       |
| 21       | 17 de marzo de 2009   | 33.6 %       | 33.8 %       | 30.8 %      | 31.1 %       |
| 22       | 23 de marzo de 2009   | 31.8 %       | 32.4 %       | 29.9 %      | 30.8 %       |
| 23       | 24 de marzo de 2009   | 31.8 %       | 31.6 %       | 30.3 %      | 31.7 %       |
| 24       | 30 de marzo de 2009   | 30.2 %       | 29.2 %       | 29.0 %      | 30.1 %       |
| 25       | 31 de marzo de 2009   | 34:8 %       | 34:9 %       | 32.7 %      | <            |
| 26       | 6 de abril de 2009    | 14.3 %       | 14.4 %       | 13.7 %      | 13.8 %       |
| Promedio | Promedio              | 28.5 %       | 28.4 %       | 25.7 %      | 25.6 %       |

## Premios y nominaciones
| Año  | Premio                               | Categoría                                                      | Nominado                     | Resultado |
| ---- | ------------------------------------ | -------------------------------------------------------------- | ---------------------------- | --------- |
| 2009 | 45th Baeksang Arts Awards            | Mejor nuevo actor                                              | Lee Min Ho                   | Ganador   |
| 2009 | 45th Baeksang Arts Awards            | Premio a la popularidad                                        | Kim Hyun Joong               | Ganador   |
| 2009 | 45th Baeksang Arts Awards            | Premio a la popularidad                                        | Lee Min Ho                   | Nominado  |
| 2009 | 14th Asian Television Awards         | Mejor actor de drama                                           | Lee Min Ho                   | Nominado  |
| 2009 | 14th Asian Television Awards         | Mejor actriz de drama                                          | Ku Hye Sun                   | Nominada  |
| 2009 | 3rd Mnet 20's Choice Awards          | Estrella masculina candente de drama                           | Lee Min Ho                   | Ganador   |
| 2009 | 3rd Mnet 20's Choice Awards          | Estrella masculina candente de drama                           | Kim Bum                      | Ganador   |
| 2009 | 3rd Mnet 20's Choice Awards          | Estrella femenina candente de drama                            | Ku Hye Sun                   | Ganador   |
| 2009 | 3rd Mnet 20's Choice Awards          | Personaje candente                                             | Lee Min Ho (Gu Jun Pyo)      | Ganador   |
| 2009 | 4th Seoul International Drama Awards | Drama popular                                                  | Boys Over Flowers            | Ganador   |
| 2009 | 4th Seoul International Drama Awards | Actor popular                                                  | Lee Min Ho                   | Ganador   |
| 2009 | 4th Seoul International Drama Awards | Actor popular                                                  | Kim Hyun Joong               | Ganador   |
| 2009 | Cyworld Digital Music Awards         | Canción del mes (Febrero)                                      | «Because I'm Stupid» - SS501 | Ganador   |
| 2009 | Cyworld Digital Music Awards         | Mejor banda sonora                                             | «Because I'm Stupid» - SS501 | Ganador   |
| 2009 | 11th Mnet Asian Music Awards         | Mejor banda sonora                                             | «Because I'm Stupid» - SS501 | Ganador   |
| 2009 | Bugs Music Awards                    | Mejor canción del año de drama de TV                           | «Because I'm Stupid» - SS501 | Ganador   |
| 2009 | 2nd Korea Junior Star Awards         | Mejor nuevo actor en un drama de TV                            | Kim Hyun Joong               | Ganador   |
| 2009 | KBS Drama Awards                     | Premio a la alta excelencia, actriz                            | Ku Hye Sun                   | Nominada  |
| 2009 | KBS Drama Awards                     | Premio a la excelencia, actor in un drama de mediana duración  | Lee Min Ho                   | Nominado  |
| 2009 | KBS Drama Awards                     | Premio a la excelencia, actriz in un drama de mediana duración | Ku Hye Sun                   | Ganador   |
| 2009 | KBS Drama Awards                     | Mejor nuevo actor                                              | Lee Min Ho                   | Ganador   |
| 2009 | KBS Drama Awards                     | Mejor nuevo actor                                              | Kim Hyun Joong               | Nominado  |
| 2009 | KBS Drama Awards                     | Mejor nuevo actor                                              | Kim Bum                      | Nominado  |
| 2009 | KBS Drama Awards                     | Mejor nueva actriz                                             | Kim So Eun                   | Ganador   |
| 2009 | KBS Drama Awards                     | Mejor actor joven                                              | Park Ji-bin                  | Nominada  |
| 2009 | KBS Drama Awards                     | Premio de los internautas, actriz                              | Ku Hye Sun                   | Ganador   |
| 2009 | KBS Drama Awards                     | Premio a la popularidad, actor                                 | Lee Min Ho                   | Nominado  |
| 2009 | KBS Drama Awards                     | Premio a la popularidad, actor                                 | Kim Hyun Joong               | Nominado  |
| 2009 | KBS Drama Awards                     | Premio a la mejor pareja                                       | Lee Min Ho y Ku Hye Sun      | Ganador   |
| 2009 | KBS Drama Awards                     | Premio a la mejor pareja                                       | Kim Hyun Joong y Ku Hye Sun  | Nominado  |

## Emisión internacional
- Bolivia: Red UNO (2014).
- Botsuana: BTV (2011).
- Camboya: TV5 (2010).
- Canadá: SHAW Multicultural Channel (2009).
- Colombia: RCN (2010).
- Chile: ETC (2012, 2013, 2017, 2018) y Mega (11 de junio de 2012).[10][11]
- China: Star TV China (2009).
- Ecuador: Ecuador TV (2011, 2013) y Teleamazonas (2020).
- Emiratos Árabes Unidos: MBC 4 (2013).
- Filipinas: ABS-CBN (2009), Studio 23 (2010), Jeepney TV (2014, 2017) y GMA News TV/GTV (2021).
- Francia: MYTF1-XTRA (2017).
- Hong Kong: TVB J2 (2009, 2015, 2016, 2017).
- India: Puthu Yugam (2014, 2015, 2016, 2017) y OZEE TV (2017).[12][13]
- Indonesia: Indosiar (2009) y RCTI (2015).
- Israel: Viva Platina (2010).
- Japón: TBS-TV (2009), BS-TBS (2009), LaLaTV (2017) y GTV (2018).[14][15]
- Kazajistán: El Arna.
- Malasia: 8TV (2009) y NTV7 (2016).
- México: Mexiquense TV (2014, 2015) y Azteca 7 (2025).
- Panamá: SERTV (2011).
- Perú: Panamericana (2011), Willax (2021).
- Puerto Rico: Puerto Rico TV (2011).
- Rumanía: Euforia Lifestyle TV (2011).
- Singapur: Channel U (2009).
- Sri Lanka: TV Derana (2014).
- Tailandia: Channel 7 (2009, 2015-2016).
- Taiwán: CTV (2009) y GTV (2009, 2014, 2015, 2016, 2017).
- Turquía: TRT Okul (2012).
- Vietnam: H1 (2009) y HTV3 (2009).
- Latinoamérica: HBO Max (2023).

## Curiosidades
- En declaraciones de la encargada del guión, Yoon Yi-ryun, dijo que Koo Joon-pyo al comienzo no era el protagonista del drama, sino Yoon Ji-hoo, y por eso la mayor parte del tiempo en pantalla (con Jan-di) era para él.[16]
- Park Shin-hye pasó las pruebas para representar a Jan-di, pero en el último momento la rechazaron por parecer una chica adinerada y no una chica pobre. Así fue como Koo Hye-sun ganó las pruebas para el papel.